# Шуллер-Гётцбург, Томас
Томас Шуллер-Гётцбург (нем. Thomas Schuller-Götzburg; род. 15 января 1966, Халлайн, Зальцбург) — австрийский дипломат. Посол Австрии в Азербайджане.

## Биография
Родился 15 января 1966 года в Халлайне. В 1988 году окончил Венский университет, направление египтологии, первобытного общества и археологии Судана.
С 1988 по 1990 год получил послевузовское образование в Венской дипломатической академии.
С июля 1990 года начал работать в МИД Австрии.
С октября 1992 по май 1995 год являлся вторым секретарём посольства Австрии в Швейцарии. 
С мая 1995 по февраль 1997 — второй секретарь, заместитель главы посольства Австрии в Югославии.
С февраля 1997 по май 2000 — заместитель главы посольства Австрии в Египте.
С мая 2000 по сентябрь 2002 — представитель делегации Австрии в ОБСЕ.
С сентября 2002 по август 2004 года являлся главой отдела Юго-восточной Европы МИД Австрии.
С августа 2004 по ноябрь 2008 — заместитель главы посольства Австрии в Аргентине.
Посол Австрии в Венесуэле (ноябрь 2008 — ноябрь 2012).
С декабря 2012 по сентябрь 2017 года работал в департаменте Южной и Юго-восточной Европы МИД Австрии.
Посол Австрии во Вьетнаме (сентябрь 2017 — август 2021).
С сентября 2021 по июнь 2022 года работал в департаменте общеевропейских дел МИД Австрии.
Посол Австрии в Азербайджане (с 5 августа 2022).